# Chè lam
Chè lam là một là một món bánh ngọt đặc sản của Sơn Tây và Thanh Hoá; được làm từ gạo nếp, mạch nha, mật mía, đường, gừng và lạc. Món này thường được dùng cùng với nước trà.